# AIR–1
Az AIR–1 (oroszul: АИР–1) Alekszandr Jakovlev első motoros repülőgépe, a Szovjetunióban megépített első kétszemélyes könnyű repülőgép. A gép típusjelzése Alekszej Ivanovics Rikov szovjet politikus, az Oszoaviahim Központi Tanács vezetője nevének kezdőbetűiből áll. Jakovlev az akkori szokásoknak megfelelően, mely szerint ismert emberekről nevezték el a gépeket, a Rikov iránti tiszteletből adta a gépnek az AIR típusjelzést, melyet az 1937-ben épített AIR–18-ig megtartott.

## Története
A Légiflotta Akadémiájának (VVA) Központi repülőtéren akkor motorszerelőként dolgozó Jakovlev 1925-ben, miután második vitorlázó repülőgépe, az AVF–20 is sikeresen szerepelt a koktyebeli vitorlázórepülő versenyen, elhatározta, hogy könnyű motoros repülőgépet épít. Ehhez Vlagyimir Pisnovtól kért tanácsot, aki akkor a Repülő Akadémián tanult. Pisnov javasolta Jakovlevnek, hogy a tervezett gépe legyen kétszemélyes, mert az kiképzésre is használható lesz. 
A gép terveinek elkészítése közel egy évet vett igénybe. Eközben Jakovlev önállóan képezte magát aerodinamikából, szilárdságtanból és anyagszerkezettanból. Az elkészült terveket elfogadta az Aviahim (később Oszoaviahim) és 1400 rubelt utalt ki Jakovlevnek a gép megépítésére. A munkát anyagilag és építési anyagokkal a Légiflotta Akadémiája is támogatta, és az alkatrészek elkészítéséhez használhatták az Akadémia szerszámgépeit. Az Akadémia után eredetileg VVA–3 típusjelzést kapott gépet munkaidő után az Akadémia egyik klubhelyiségében építették. Ez idő alatt többen is csatlakoztak a gépépítéshez, így egy kis csoport alakult ki Jakovlev körül.
Jakovlev eredetileg a gépbe az első világháborúból visszamaradt 45 LE-s Anzani repülőgépmotort akart beépíteni, de sikerült hozzájutnia egy 60 lóerős brit Cirrus motorhoz, melyekből abban az időben vásárolt néhány darabot az Aviahim. 
A gép elkészítése nyolc hónapot vett igénybe. 1927. május 1-jére készült el, majd ezt követően átszállították a VVA Központi repülőterére. A géppel az első felszállást Julian Piontkovszkij május 12-én hajtotta végre a Központi repülőtéren. (Maga Jakovlev ezt a dátumot tekintette tervezőirodája megalakulásának, valójában szervezetszerűen Jakovlev vezetésével csak 1934-ben jött létre tervezőiroda.) A gép berepülése ezt követően két hetet vett igénybe, ez idő alatt 12 felszállást végeztek. A berepülés során a gép megbízhatónak, stabilnak és könnyen vezethetőnek bizonyult.
Az R-R AIR lajstromjelet kapott géppel 1927. július 9-ének éjszakáján Piontkovszkij pilóta és Jakovlev a Moszkva–Harkov–Szevasztopol útvonalon távrepülésre indult. Szerpuhov közelében azonban az alacsony felhőzet és az erős eső miatt vissza kellett fordulniuk Moszkvába. Három nappal később, július 12-én újra próbálkoztak. Éjjel kettőkor szállt fel az AIR–1. Az alacsony felhőzet ez alkalommal is problémát jelentett, egyes szakaszokon 40–50 m-es magasságban kellett repülni. Egy harkovi leszállással és négyórás pihenővel, 10 és fél óra repült idővel a gép sikeresen eljutott Szevasztopolba. Július 19-én a gép Piontkovszkijjal repült vissza Moszkvába. A második ülés helyére egy 90 kg tároló kapacitású üzemanyagtartályt szereltek be, így Piontkovszkij leszállás nélkül tette meg az akkor a könnyű repülőgéppel jelentős eredménynek számító 1420 km-es Szevasztopol–Moszkva távolságot.
Az AIR–1 sikeres távrepülését követően Jakovlev és Piontkovszkij is több kitüntetést és elismerést kapott, Jakovlevet pedig ennek köszönhetően felvették a Légiflotta Akadémiájára.
1927 őszén a géppel Piontkovszkij és Jakovlev mint az Akadémia hallgatója részt vettek a Vörös hadsereg Odessza környékén tartott hadgyakorlatán, ahol a gép futár- és összekötő feladatokat látott el.
A gép napjainkban a Vagyim Zadorozsnij Műszaki Múzeumban van kiállítva.

## Műszaki jellemzői
Az AIR–1 teljesen fából készült, egyszerű felépítésű, két nyitott pilótafülkével rendelkező kétfedelű repülőgép. Csak a futóműve, a rögzítő és kötőelemek készültek acélból. A gép vázszerkezete fenyőfából készült, melynek egy része rétegeslemez borítást (illetve a motor környékén alumínium borítást) kapott, a törzs hátsó részét és a szárnyak nagy részét vászonnal borították. A szárnyprofil Göttingen Gö–387, melyet Jakovlev később is előszeretettel használt könnyű repülőgépeihez. A hárompontos futómű főfutói acélcsőből készültek, hátul farokcsúszó volt. Téli időszakban a kerék helyére sítalpakat lehetett szerelni. Egyszerű szerkezeti kialakításának köszönhetően kicsi szerkezeti tömeg (335 kg) jellemezte. Üzemanyagtartályát a felső szár középső részén, a centroplánban helyezték el, befogadóképessége 50 kg benzin volt, az üzemanyag a tartályból gravitációs úton jutott a motorba. A gép vezetéséhez szükséges kezelőszervekkel csak a hátsó pilótafülkét szerelték fel. A gép orr-részébe beépített négyhengeres, soros hengerelrendezésű, 60 LE-s Cirrus motor kéttollú fa légcsavart forgatott.

## Műszaki adatok

### Geometriai méretek és tömegadatok
- Fesztáv: 8,80 m
- Hossz: 6,99 m
- Magasság: 2,65 m
- Szárnyfelület: 18,70 m²
- Üres tömeg: 335 kg
- Maximális felszálló tömeg: 535 kg

### Motor
- Motorok száma: 1 darab
- Típusa: négyhengeres, soros hengerelrendezésű Cirrus benzinmotor
- Maximális teljesítmény: 60 LE

### Repülési jellemzők
- Maximális sebesség: 150 km/h
- Mormál utazósebesség: 121 km/h
- Leszálló sebesség: 60 km/h
- Hatótávolság: kb. 500 km
- Szolgálati csúcsmagasság: 3850 m

## Külső hivatkozások
- V. B. Savrov: Isztorija konsztrukcii szamoljotov v SZSZSZR do 1938 g., Pervije szamoljoti A. Sz. Jakovleva, Masinosztrojenyije, Moszkva, 1985 (oroszul)
- Az AIR–1 az Ugolok nyeba (airwar.ru) repülő-enciklopédia oldalán (oroszul)